# Тотю Хаджидосев
Тотю Иванов Хаджидосев по-известен като Тотю Иванов е български революционер, участник в националноосвободителното движение, въстаник от 1876 г. в четата на Габровското въстание с войвода Цанко Дюстабанов

## Биография
Роден в Габрово през 1848 г. в семейството на богати родители.
През 1872 г. завършва класното училище в Габрово и започва да се занимава с търговия.
Д-р Петър Цончев му прави описание по следния начин: „Като юноша се отличавал със своя тих и благ характер. Вече възмъжал, той минава между съграждани и другари като трудолюбив, честен, добродушен и с бъдеще млад търговец. Радвал се на цветущо здраве, и физическа сила. Бил решителен и неустрашим – за тия му добри качества той е ценен и обичан от своите другари. Бил среден ан ръст, с правилно телосложение и мъжка походка, при вродено движение на главата наляво и надясно, от което пискюлът на неговия фес се мятал като махало. Тойимал закръглено лице с големи гъсти мустаци; черноок, с благ поглед.“

## Революционна дейност
През 1871 г. габровци възобновяват читалището, което било духовно средище на габровската интелигенция. Тотю Иванов /както е известен и днес/ е член на читалището, а от 1875 г. започва да членува в габровския революционен комитет. Габровския революционен комитет се занимава с подготовката на Габровското въстание. Тотю Иванов става дясната ръка на войводата Цанко Дюстабанов. Преди да пристъпят към бойни действия, е извършен четнически ритуал – сабите на Цанко Дюстабанов и Тотю Иванов са кръстосани и под тях минават всички четници, събрани в местността Муровешка стена, преди да се отправят към Севлиевския балкан, за да се слеят със севлиевската дружина.

## Саможертва в името на Отечеството
В боя на 11 май 1876 г. габровската чета е окончателно разбита в местността Марагидик. Оцелелите живи четници се разпръсват. Тотю Иванов успява да се добере до с. Тодорчета /дн. кв. Хаджи Цонев мост/. В края на май е предаден. Турците го обграждат и го карат да се предаде. Той стреля с револвера си, ранява двама турци. Заптиетата го убиват на 28 май 1876 г. Главата му е отрязана, набучена на кол и изложена на показ на габровския пазар до часовниковата кула.
На следващия ден главата му е заровена до р. Синкевица. Но през нощта е изровена от баба Драгулица и погребана в гробищата на Храм „Успение на Пресвета Богородица“.
Тотю Иванов загинал съвсем млад на 27 – 28 години.

## Любопитно
Тотю Иванов проявил завидна храброст и се борил до последния си дъх – сам срещу всички. Неговата храброст и героизъм направили силно впечатление на турските войници, които разказали за това на неговия баща, когато му съобщили скръбната вест.

## В знак на признателност
- На 7 септември 2011 г. по инициатива на Елена Колева и Ивелина Колева, съвместно с всички габровски свещеници, в храм Успение Богородично, около саркофага с костите на свещеник Иван Гъбенски, за първи път след промените беше отслужена общоградска панихида в памет на загиналите в Габровското въстание Цанко Дюстабанов, Еким Цанков, свещеник Иван Гъбенски, Христо Габровчето (Христо Петров Хаджистойчев), Тотьо Иванов х. Досев и др. – общо 72 четници. Поводът е 135 г. от избухване на Габровското въстание. (Покана за панихида, в-к 100 вести, приложение в-к Християни, бр. от 01.09.2011 г., стр. 1)